# Teleogryllus bicoloripes
Teleogryllus bicoloripes är en insektsart som beskrevs av Lucien Chopard 1961. Teleogryllus bicoloripes ingår i släktet Teleogryllus och familjen syrsor. Inga underarter finns listade i Catalogue of Life.